# 米家寨水库
米家寨水库是中国山西省忻州市境内的一座水库，位于云中河上，建于1976年。水库正常库容为1025万立方米，集雨面积为305平方千米，海拔为214米。